# 스토브리그
스토브리그(Stove League)는 프로야구에서 사용되는 단어이다. 완전한 용어는 핫스토브리그(Hot Stove League)이다. 하계 스포츠인 프로야구 정규 시즌이 끝난 휴식기에, 팬들이 난로(Stove) 주위에 모여 선수단, 구단의 동향 등을 이야기하는 데에서 유래했다. 반대로 대한민국에서는 동계 스포츠인 농구, 배구의 정규 시즌이 끝난 이후의 기간을 에어컨에 빗대어 에어컨리그라고 부르기도 한다.
더욱이, 2019년 하반기에 방영된 SBS 금토드라마 '스토브리그'의 경우, 안방 극장에 주류를 이뤘던 기존 로맨틱 코미디 드라마와는 달리, 시청자 정서에 미칠 파급력을 고려해서, 모든 계층이 누구나 공감할 수 있는 스포츠 드라마로 제작하여, 인천광역시 미추홀구에 위치한 인천SK행복드림구장(現 인천SSG랜더스필드)에서 촬영한 바 있다.

## 스토브리그를 소재로 하는 TV 프로그램
- 스토브리그 (드라마) (SBS 금토 드라마 - 2019년 하반기 방영작)